# Arcádi
Arcádi (em grego: Αρκάδι; romaniz.: Arkádi) ou Dímos Arkadíou (Δήμος Αρκαδίου) é uma unidade municipal do centro-norte da ilha de Creta, Grécia. Faz parte do município de Retimno e unidade regional de Retimno. Tem 123,03 km² de área e em 2011 tinha 6 936 habitantes (densidade: 56,4 hab./km²).
Antes da reforma administrativa de 2011 era um município. A capital, a aldeia de Adele, situa-se 8 km a leste de Retimno e 17 km a oeste de Panormos (distâncias por estrada).
Arcádi é conhecida principalmente pelo mosteiro homónimo, ao qual deve o nome e que é um dos monumentos históricos mais importantes da ilha para os cretenses, evocativo das lutas contra os ocupantes otomanos no século XIX.

## Comunas da unidade municipal
- Adele (Άδελε), que inclui a aldeia de Ágia Paraskevi (Αγία Παρασκευή)
- Amnatos (Αμνάτος), onde se situa o mosteiro de Arcádi (Μονή Αρκαδίου) e a aldeia de Pikri (Πίκρης Ρεθύμνης)
- Archaía Eleútherna (Αρχαία Ελεύθερνα)
- Chamalevri
- Charkia (Χάρκια Ρεθύμνης)
- Eleuterna (Ελεύθερνα) ou Eleútherna (Ελεύθερνα)
- Erfi
- Kyrianna
- Mesi, que inclui a aldeia de Ágia Triada (Αγία Τριάδα) e Lutrá (Λουτρά)
- Pangalochori
- Pigí (Πηγή), que inclui a aldeia de Ágios Dimitrios (Άγιος Δημήτριος)
- Prinos
- Skouloúfia (Σκουλούφια)